# 제16회 베를린 국제 영화제
제16회 베를린 국제 영화제의 시상식에 관한 내용이다.

## 수상 및 후보

### 황금곰상
- 로만 폴란스키의 궁지 - 로만 폴란스키 수상

### 은곰상:심사위원상
- 로잘리 - 발레리안 보로브츠크 수상

### 은곰상:감독상
- 사냥 - 카를로스 사우라 수상

### 은곰상:여자연기자상
- 로드 러브 어 덕 - 로라 알브라이트 수상

### 은곰상:남자연기자상
- 남성, 여성 - 장 피에르 레오 수상

### 황금곰상:단편영화상
- 크누드 - 요르겐 루스 수상